# Kenndal McArdle
Kenndal McArdle (* 4. ledna 1987 Toronto, Ontario) je bývalý kanadský hokejový útočník.

## Hráčská kariéra
Byl draftován do WHL v roce 2002 v 1. kole (celkově 6.) týmem Moose Jaw Warriors. Sezónu 2002/03 strávil v týmu Burnaby Winter Club Bruins, kde odehrál 30 zápasů a v týmu Moose Jaw Warriors odehrál dva zápasy. V týmu strávil celkem pět necelých sezón (2002–2007). V sezóně 2004/05 se stal nejlepším hráčem týmu se 74 body a v sezóně 2005/06 se stal nejtrestanějším hráčem týmu se 135 trestnými minutami. Na konci prosince 2006 byl vyměněn do týmu Vancouver Giants, kde dohrál svou poslední sezónu ve WHL a pomohl k zisku Memorial Cupu. V roce 2005 byl draftován do NHL v 1. kole (celkově 20.) týmem Florida Panthers. Před sezónou 2007/08 podepsal smlouvu s týmem Florida Panthers, ale byl poslán na farmu do Rochesteru Americans (AHL), kde strávil skoro celou sezónu, než byl na závěr základní části poslán na druhou farmu do Floridy Everblades (ECHL). Po playoff se vrátil zpět do Rochesteru Americans, kde začal další sezónu 2008/09. 2. prosince 2008 byl povolán do Floridy Panthers a poté debutoval v NHL v zápase proti Washingtonu Capitals, ve kterém odehrál 5 minut a 26 sekund čistého času. Poté odehrál za Panthers další dva zápasy než byl poslán zpět na farmu do Rochesteru Americans, kde dohrál sezónu. V sezóně 2010/11 hrál střídavě v NHL za Floridu Panthers a v AHL za Americans.

## Ocenění a úspěchy
- 2005 CHL - Top Prospects Game (byl vyhlášen nejlepším hráčem Team Davidson)

## Prvenství
- Debut v NHL - 2. prosince 2008 (Washington Capitals proti Florida Panthers)
- První asistence v NHL - 7. listopadu 2009 (Florida Panthers proti Washington Capitals)
- První gól v NHL - 23. ledna 2010 (Florida Panthers proti Toronto Maple Leafs, švédskému brankáři Jonas Gustavsson)

## Klubové statistiky
| Sezóna        | Klub                     | Soutěž        |     | Základní část | Základní část | Základní část | Základní část | Základní část |    | Play off | Play off | Play off | Play off | Play off |
| Sezóna        | Klub                     | Soutěž        | Z   | G             | A             | B             | TM            | Z             | G  | A        | B        | TM       |          |          |
| 2002/2003     | Moose Jaw Warriors       | WHL           | 2   | 0             | 0             | 0             | 0             | —             | —  | —        | —        | —        |          |          |
| 2003/2004     | Moose Jaw Warriors       | WHL           | 54  | 8             | 8             | 16            | 57            | 10            | 3  | 2        | 5        | 6        |          |          |
| 2004/2005     | Moose Jaw Warriors       | WHL           | 70  | 37            | 37            | 74            | 122           | 5             | 1  | 0        | 1        | 16       |          |          |
| 2005/2006     | Moose Jaw Warriors       | WHL           | 72  | 28            | 43            | 71            | 135           | 22            | 6  | 10       | 16       | 43       |          |          |
| 2006/2007     | Moose Jaw Warriors       | WHL           | 26  | 10            | 10            | 20            | 75            | —             | —  | —        | —        | —        |          |          |
| 2006/2007     | Vancouver Giants         | WHL           | 37  | 9             | 13            | 22            | 54            | 22            | 11 | 9        | 20       | 49       |          |          |
| 2007/2008     | Rochester Americans      | AHL           | 36  | 5             | 5             | 10            | 31            | —             | —  | —        | —        | —        |          |          |
| 2007/2008     | Florida Everblades       | ECHL          | 6   | 3             | 1             | 4             | 26            | 3             | 0  | 0        | 0        | 2        |          |          |
| 2008/2009     | Rochester Americans      | AHL           | 58  | 12            | 12            | 24            | 79            | —             | —  | —        | —        | —        |          |          |
| 2008/2009     | Florida Panthers         | NHL           | 3   | 0             | 0             | 0             | 2             | —             | —  | —        | —        | —        |          |          |
| 2009/2010     | Rochester Americans      | AHL           | 18  | 3             | 5             | 8             | 63            | —             | —  | —        | —        | —        |          |          |
| 2009/2010     | Florida Panthers         | NHL           | 19  | 1             | 2             | 3             | 29            | —             | —  | —        | —        | —        |          |          |
| 2010/2011     | Rochester Americans      | AHL           | 54  | 14            | 12            | 26            | 106           | —             | —  | —        | —        | —        |          |          |
| 2010/2011     | Florida Panthers         | NHL           | 11  | 0             | 0             | 0             | 16            | —             | —  | —        | —        | —        |          |          |
| 2011/2012     | Winnipeg Jets            | NHL           | 9   | 0             | 0             | 0             | 4             | —             | —  | —        | —        | —        |          |          |
| 2011/2012     | St. John's IceCaps       | AHL           | 35  | 7             | 5             | 12            | 64            | —             | —  | —        | —        | —        |          |          |
| 2011/2012     | Portland Pirates         | AHL           | 19  | 3             | 3             | 6             | 34            | —             | —  | —        | —        | —        |          |          |
| 2012/2013     | Greenville Road Warriors | ECHL          | 31  | 7             | 15            | 22            | 65            | —             | —  | —        | —        | —        |          |          |
| 2012/2013     | Rockford IceHogs         | AHL           | 30  | 3             | 2             | 5             | 55            | —             | —  | —        | —        | —        |          |          |
| 2013/2014     | VIK Västerås HK          | HAll          | 45  | 11            | 13            | 24            | 44            | 10            | 2  | 3        | 5        | 8        |          |          |
| Celkem v ECHL | Celkem v ECHL            | Celkem v ECHL | 37  | 10            | 16            | 26            | 91            | 3             | 0  | 0        | 0        | 2        |          |          |
| Celkem v AHL  | Celkem v AHL             | Celkem v AHL  | 250 | 47            | 44            | 91            | 432           | —             | —  | —        | —        | —        |          |          |
| Celkem v NHL  | Celkem v NHL             | Celkem v NHL  | 42  | 1             | 2             | 3             | 51            | —             | —  | —        | —        | —        |          |          |

## Reprezentace
| Rok                       | Tým                       | Soutěž                    | Z | G | A | B | TM |
| ------------------------- | ------------------------- | ------------------------- | - | - | - | - | -- |
| 2007                      | Kanada                    | MSJ                       | 6 | 0 | 0 | 0 | 0  |
| Juniorská kariéra celkově | Juniorská kariéra celkově | Juniorská kariéra celkově | 6 | 0 | 0 | 0 | 0  |